# Die tödliche Verwundung des Generals Moreau
Die tödliche Verwundung des Generals Moreau ist ein Historienbild des Malers Julius Scholtz. Es zeigt eine Szene aus der Schlacht bei Dresden im Jahr 1813.

## Geschichtlicher Hintergrund
Jean-Victor Moreau stand in russischen Diensten, als er am Nachmittag des 27. August 1813 in der Schlacht bei Dresden, in der Napoleons Truppen gegen die Österreicher, Russen und Preußen kämpften, lebensgefährlich verwundet wurde: Ein Kanonenschuss zerschmetterte ihm das eine Bein, das andere wurde zerquetscht, als es unter Moreaus zusammenbrechendes Pferd geriet.
Zehn Jahre zuvor war Moreau mit Napoleon in Konflikt geraten, weil er es abgelehnt hatte, die Militärexpedition gegen England zu kommandieren, und schon 1799 hatte er angeblich den Vorschlag des Direktors Emmanuel Joseph Sieyès abgelehnt, notfalls mit Gewalt die Regierung Frankreichs zu unterstützen, wohingegen Napoleon nicht gezögert hatte, einen Staatsstreich zu initiieren und sich zum Ersten Konsul wählen zu lassen, woraus sich später seine Alleinherrschaft entwickelte. Moreau stand zunächst auf Napoleons Seite und äußerte die Überzeugung, dieser werde die Errungenschaften der Revolution bewahren. Als Napoleon sich aber zum Despoten entwickelte, änderte er seine Ansichten.
Napoleon wiederum hatte zwar zugesagt, den Brief, in dem Moreau 1803 seine Mitwirkung an der Expedition gegen England abgelehnt hatte, nicht gegen diesen zu verwenden, ließ ihn jedoch offenbar geheimdienstlich observieren, verdächtigte ihn der Teilnahme an einem Komplott gegen seine Person und verbannte ihn schließlich aus Frankreich. Moreaus Frau wurde gezwungen, den gesamten Besitz des Ehepaars zu verkaufen. Moreaus Rückkehr sollte nur möglich sein, so Napoleon, wenn er ihn, der sich 1804 zum Kaiser krönen ließ, darum bitte.
Darauf verzichtete der Verbannte allerdings. Als 1813 über Jean Baptiste Bernadotte, den schwedischen Kronprinzen, der als Offizier im französischen Heer gedient hatte, das Angebot kam, in russische Dienste zu treten und Napoleon zu bekämpfen, griff Moreau zu. Er hegte den Wunsch, „entweder der Welt den Frieden zu geben oder unterzugehen“, und reiste zunächst über Göteborg nach Prag. Ein Angebot, den Oberbefehl über die Truppen der Russen, Preußen und Österreicher zu übernehmen, lehnte er ab. Im August 1813 rückten diese, geführt von dem Fürsten Karl Philipp zu Schwarzenberg, gegen Dresden vor, während Napoleon in Schlesien gegen Blücher kämpfte. Schwarzenberg fühlte sich allerdings durch die Monarchen der verbündeten Mächte, die sich in seine Schlachtenpläne einmischten, gehemmt und kam deshalb nicht dazu, den Befehl zum Hauptschlag zu erteilen. Auch Moreau, der als Berater des Zaren Alexander anwesend war, störte Schwarzenberg. Er bezeichnete ihn als einen unbequemen und ohne Pflicht der Verantwortung sich in alles einmischenden Menschen.
Durch die Verzögerung war es Napoleon möglich, in Eilmärschen mit einem Heer von etwa 140.000 Soldaten nach Dresden zu ziehen und den Hauptangriff, der am 26. August 1813 erfolgte, niederzuschlagen. Am 27. August war die Sicht durch Dauerregen getrübt, was dazu führte, dass Alexander I. und Friedrich Wilhelm III. weiter vorrückten als gewöhnlich, um von einer Anhöhe aus das Schlachtfeld zu überblicken. Moreau, in Zivilkleidung, befand sich bei diesen Herren. Napoleon ließ die Gruppe beschießen, wobei Moreau samt seinem Pferd getroffen wurde. Der Schwerverletzte wurde zunächst ins Hauptquartier des Zaren auf Schloss Nöthnitz transportiert. Dort amputierte der Leibarzt des Zaren beide Beine Moreaus. Danach wurde Moreau nach Laun gebracht. Drei Tage nach seiner Verwundung schrieb er an seine Frau, er habe durch eine Kanonenkugel die Beine verloren und der „böse Bonaparte“ sei darüber sicher glücklich. Napoleon hingegen ließ eine Mitteilung über das Geschehen veröffentlichen, die lautete: „Die erste Kugel, die die französische Gardeartillerie bei der Verteidigung Dresdens abschoss, fällte den Deserteur Moreau, ehemals General in meinen Diensten. Er verlor beide Beine, damit er nicht mehr nach Frankreich gehen und die Luft seines Vaterlandes mit seinem Atem verpesten kann.“
Moreau überlebte die schwere Verletzung nur wenige Tage; er starb am 2. September. Zar Alexander, der annahm, die Kanonenkugel habe eigentlich ihm und nicht Moreau gegolten, ließ die Leiche einbalsamieren und in St. Petersburg ehrenvoll bestatten, allerdings ohne die amputierten Beine. Diese waren in Weingeist konserviert worden und wurden angeblich später zufällig in Nöthnitz entdeckt, woraufhin man sie am 4. November 1814 in einer Urne auf den Räcknitzer Höhen beim damals eingeweihten Moreau-Denkmal beisetzte.

## Beschreibung
Das querformatige Ölgemälde ist horizontal recht gleichmäßig in drei Teile gegliedert, von denen der obere einen dunstigen Himmel und Schlachtentrümmer im Hintergrund enthält, der mittlere das eigentliche Geschehen und der untere den Vordergrund darstellt. Hier liegen am unteren Bildrand einige zerschossene Baumstämme und in der Mitte kläfft ein schäferhundähnlicher Hund, mit eingezogenem Schwanz auf grüngrauem Grund stehend, die Bahrenträger an, die sich anschicken, den verletzten Moreau abzutransportieren. Sie bewegen sich etwa auf die rechte untere Bildecke zu. Von Moreau ist nur der Oberkörper zu sehen. Mit totenbleicher Haut liegt er auf der Bahre, den Kopf auf ein rotes Polster, wahrscheinlich eine zusammengelegte Uniformjacke, gebettet, den Leib mit einem grauen Stoff bedeckt. Begleitet wird die Bahre von einem Reiter auf einem Fuchs mit Blesse. Links von dieser Gruppe befinden sich weitere Reiter, darunter, auf einem Schimmel, wohl einer der Machthaber, der nach rechts in Richtung des Verwundeten blickt und offenbar gerade von einem zu Fuß gehenden Soldaten angesprochen wird, der die beiden Gruppen optisch miteinander verbindet. Ebenso wird der rechte Reiter von einem Fußgänger, der dem Betrachter des Bildes den Rücken zukehrt, angesprochen. Im Hintergrund sind schattenhaft weitere Soldaten, teils zu Pferd, teils zu Fuß, zu sehen; ganz rechts werden Kanonen bedient, die in den Bildhintergrund gerichtet sind. Am linken Bildrand hebt sich ein stehender Soldat in dunkler Uniform mit Säbel und grauem Schnurrbart als Betrachter der Szenerie ab.
Das Gemälde scheint nicht datiert zu sein. Es befindet sich unter der Inventarnummer 1953/k 496 in der Städtischen Galerie in Dresden.

## Weitere Darstellungen des Geschehens
Eine Darstellung Moreaus, der noch im Sattel seines gestürzten Pferdes hängt, das auf dem rechten Bein seines Reiters liegt, illustriert das 1853 erschienene Werk Sachsens neun denkwürdige Jahre von 1806 bis 1815 während Napoleons Feldzügen in Deutschland und Russland von Franz Lubojatzky. Ähnlich gestaltet, aber mit einem panoramaartigen Stadtbild im Hintergrund, präsentiert sich eine Illustration in Bruno Krauses Geschichtlicher Entwickelung der Residenzstadt Dresden von 1893. Ein Gemälde von Auguste Couder zeigt den sterbenden Moreau dagegen in einem Himmelbett mit roten Vorhängen, wie er offenbar einem Helfer diktiert.

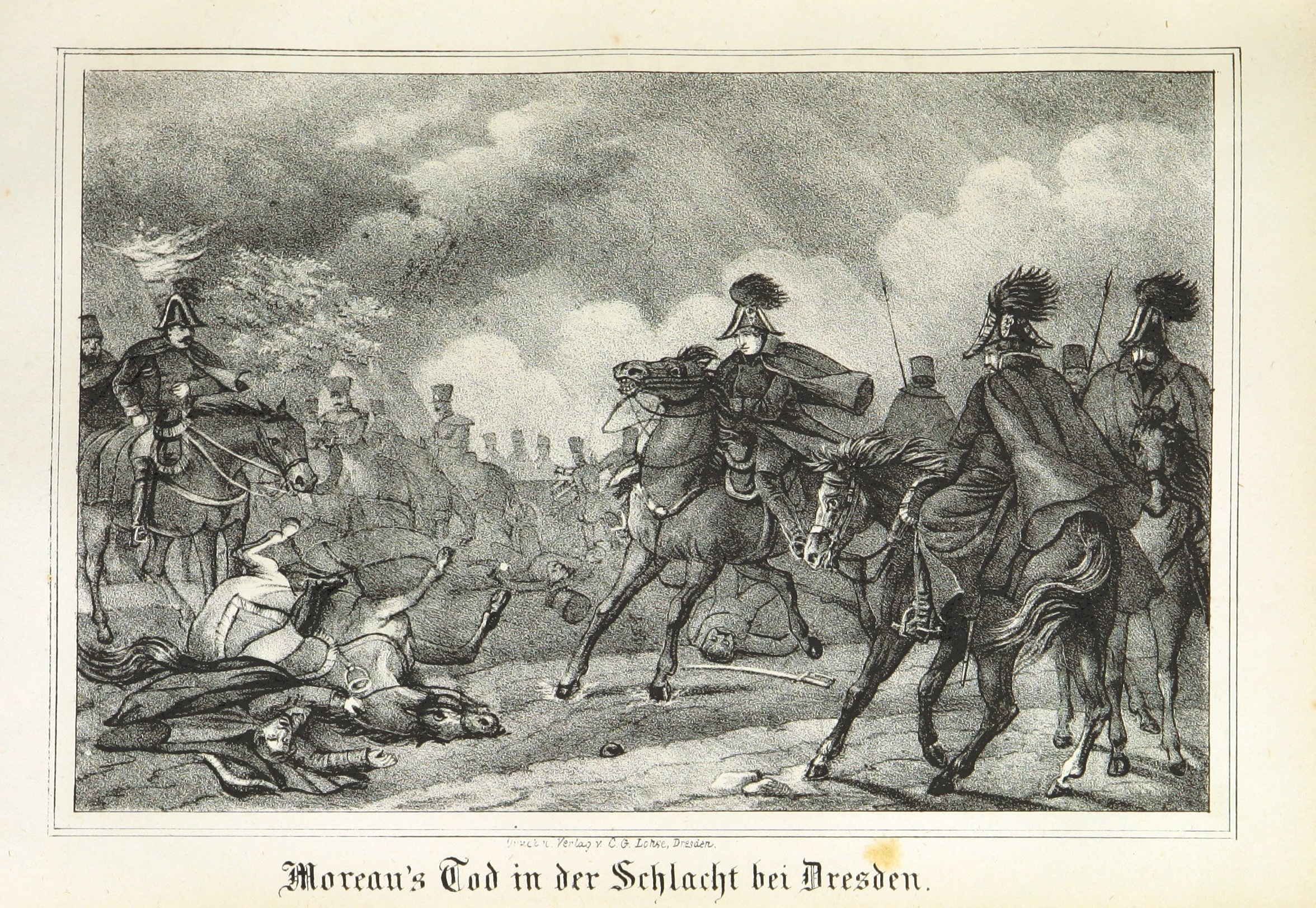
Die Lubojatzky-Illustration
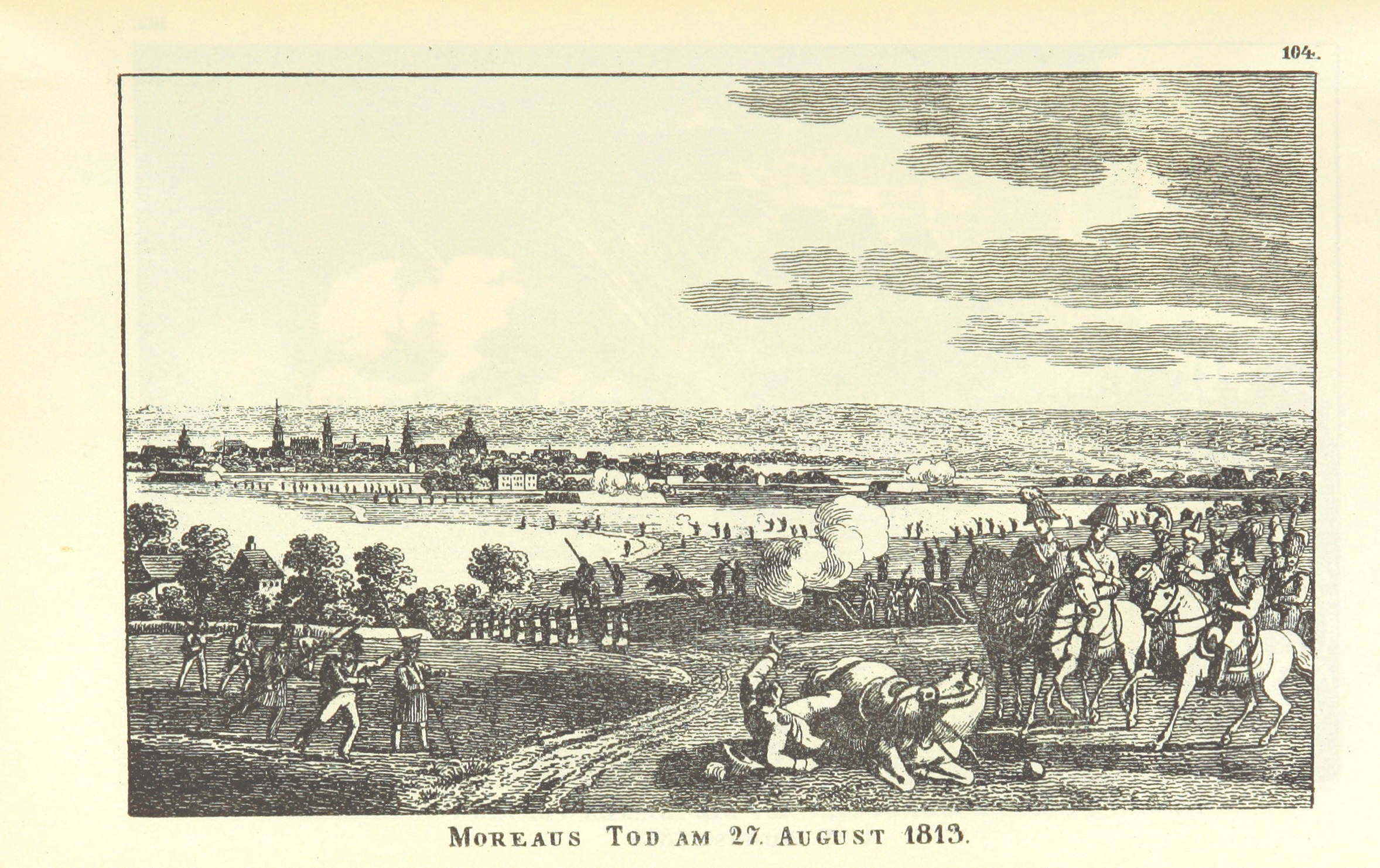
Die Krause-Illustration
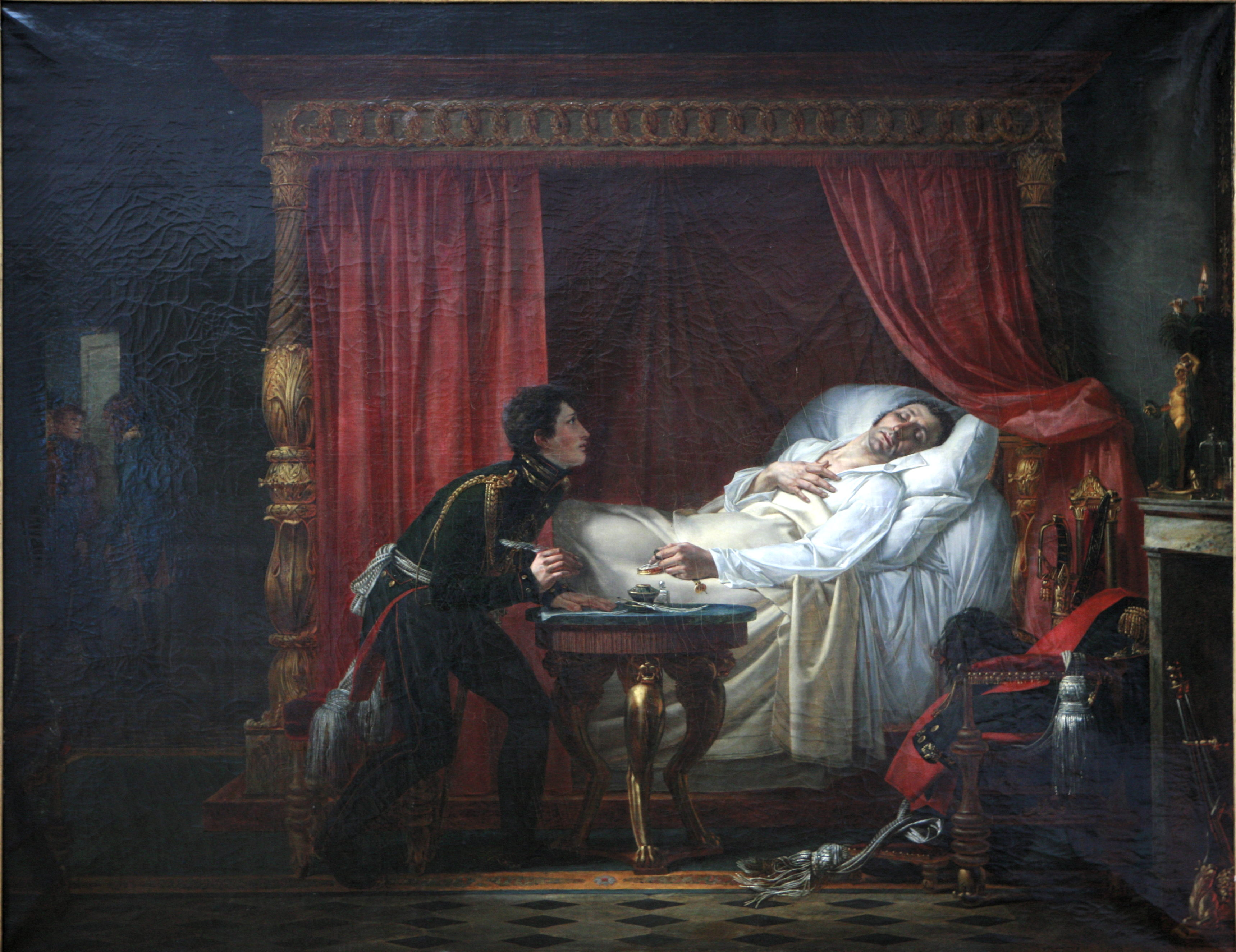
Couders Darstellung des Sterbenden